# Phora
Marcos Archer (Anaheim, 26 november 1990), beter bekend als Phora, is een Amerikaanse rapper en graffitikunstenaar. Hij is CEO van zijn eigen label Yours Truly Records.

## Discografie
- Still a Kid (2012)
- One Life to Live (2013)
- Sincerely Yours (2014)
- Nights Like These (2014)
- Angels With Broken Wings (2015)
- With Love (2016)
- Yours Truly Forever (2017)
- Love Is Hell (2018)